# روسینووتسی
روسینووتسی (به بلغاری: Rusinovtsi) یک منطقهٔ مسکونی در بلغارستان است که در شهرستان دریانوو واقع شده‌است.